# Henry Kielmann
Henry Kielmann (* 11. Februar 1929 in Hamburg; † 27. März 2003 ebenda) war ein deutscher Schauspieler, Regisseur und Synchronsprecher.

## Leben
Kielmann hatte unter anderem Theaterengagements an den Städtischen Bühnen Kiel (1953–1955), am Stadttheater Bremerhaven (1955–1957) und am Theater Basel (1958–1961). 1973 trat er am Hamburger Operettenhaus in dem Musical Helden, Helden von Udo Jürgens, an der Seite von Paul Hubschmid, Julia Migenes und Gabriele Jacoby auf; mit der Hamburger Besetzung wurde auch eine Schallplattenaufnahme produziert, bei der Kielmann mitwirkte. Für das Theater arbeitete er häufig auch als Regisseur. 1974 inszenierte er am St.-Pauli-Theater in Hamburg das Volksstück Zitronenjette von Paul Möhring, in dem Henry Vahl seine letzte Bühnenrolle spielte; die Aufführung wurde auch für das Fernsehen aufgezeichnet. An der Komödie Winterhuder Fährhaus führte er 1989 Regie bei dem Lustspiel Plaza Suite von Neil Simon mit Nadja Tiller und Walter Giller.
Kielmann arbeitete neben seiner Theaterlaufbahn insbesondere intensiv als Sprecher für Hörspiele. Er wirkte bei dem Label Europa in zahlreichen, mittlerweile Kultstatus besitzenden Hörspielproduktionen mit.
In der Hörspielreihe Die Funk-Füchse übernahm er 1981–1983 die Rolle des Vater Becker. 1981 sprach er verschiedene Rollen in der Gruselserie mit Hörspielen von H. G. Francis (Der Pakt mit dem Teufel, Die Nacht der Todes-Ratte, Die tödliche Begegnung mit dem Werwolf). 1982 wirkte er beim Label Maritim in den Edgar-Wallace-Hörspielen Die Bande des Schreckens, Neues vom Hexer, Das Gasthaus an der Themse und Der unheimliche Mönch als Polizeiinspektor mit. Außerdem war er in mehreren Folgen der Hörspielreihe Die drei ??? zu hören. Mehrfach wirkte er auch in der TKKG-Hörspielserie mit, unter anderem in den Hörspielen Nachts, wenn der Feuerteufel kommt (1982), Das Geiseldrama (1982) und Duell im Morgengrauen(1985). In den Perry-Rhodan-Hörspielen Die dritte Macht und Unternehmen STARDUST übernahm er die Rolle des Dr. Manoli. In der Hörspielreihe Schubiduu...uh das Schlossgespenst sprach er in 12 Folgen die Rolle des Schubiduu...uh.
1999 sprach er die Rolle des Vorgesetzten Hirsch in dem Hörspiel Magdalena von Jürgen Fuchs in einer Rundfunkaufnahme des Norddeutschen Rundfunks.
Kielmann spielte ab Ende der 1960er Jahre auch zahlreiche Rollen in Fernsehfilmen und Fernsehserien. Kielmann wurde dabei überwiegend als Charakterdarsteller, häufig in prägnanten Nebenrollen eingesetzt. In der Literaturverfilmung Bauern, Bonzen und Bomben spielte er 1973 den Gemeindevorsteher und Landvolkführer Reimers. 1979 verkörperte er den deutschnational eingestellten Onkel Richard in dem Fernsehmehrteiler Ein Kapitel für sich. Außerdem wirkte er in mehreren Folgen der Krimireihe Tatort mit. 1977 spielte er in der Tatort-Episode Reifezeugnis den Vater der Schülerin Sina Wolf (Nastassja Kinski).
1981 war er in der ARD-Fernsehshow Einer wird gewinnen aus Kiel als Darsteller und Schauspieler zu sehen.
Kielmann, der auch regelmäßig als Synchronsprecher tätig war, lieh seine Stimme unter anderem Nino Manfredi, Jean Rochefort, Vincent Price und Christopher Lee. Kielmann arbeitete auch als Synchronregisseur, unter anderem bei der Serie Golden Girls.
Henry Kielmann war seit 1962 mit der Synchronsprecherin, Dialogbuchregisseurin und -autorin Annemarie Kielmann (geb. Röttger) verheiratet.

## Filmografie (Auswahl)
- 1967: Das Attentat – Schleicher: General der letzten Stunde
- 1972: Dem Täter auf der Spur
- 1972; 1973: Hamburg Transit
- 1973: Sonderdezernat K1 – Ganoven-Rallye
- 1973: Bauern, Bonzen und Bomben
- 1975: Tadellöser & Wolff
- 1975: Tatort – Kurzschluss
- 1976: Schaurige Geschichten: Der Traum vom Fliegen (TV-Serie)
- 1977: Tatort – Reifezeugnis
- 1978: Tatort – Himmelfahrt
- 1978: Geschichten aus der Zukunft (Fernsehserie)
- 1979: Ein Kapitel für sich
- 1979: St. Pauli-Landungsbrücken
- 1981: Tatort – Slalom
- 1982: Tatort – Trimmel und Isolde
- 1984–1986: Eigener Herd ist Goldes wert (Fernsehserie, Regie)
- 1985: Backfischliebe (Fernsehfilm, Literaturverfilmung)
- 1985: Tatort – Baranskis Geschäft
- 1986: Tante Tilly (Fernsehserie)
- 1992: Freunde fürs Leben
- 1996: Die Männer vom K3
- 1999: Ärzte (Folge: Dr. Vogt – Verhängnisvolle Diagnose)